# Route 66 (brano musicale)
(Get Your Kicks On) Route 66 (noto comunemente come Route 66) è un brano musicale composto nel 1946 da Bobby Troup, ed inciso per la prima volta da Nat King Cole con il The King Cole Trio nel 78 giri omonimo nello stesso anno.

## Storia
Troup ebbe l'idea per la canzone mentre era in auto guidando dalla Pennsylvania alla California. Volendo tentare la carriera di compositore per Hollywood, insieme alla moglie Cynthia, era partito verso la West Coast a bordo della sua Buick del 1941. Il viaggio iniziò sulla U.S. Route 40 e proseguì sulla U.S. Route 66, la highway che collega Chicago a Santa Monica, sulla costa californiana. Inizialmente Troup pensò di scrivere un pezzo sulla Route 40, ma Cynthia suggerì invece il titolo Get Your Kicks on Route 66. La canzone fu composta durante un viaggio durato dieci giorni, e completata all'arrivo della coppia a Los Angeles.
Il testo della canzone elenca varie città e paesi che si incontrano percorrendo la Route 66, come St. Louis; Joplin, Missouri; Oklahoma City, Oklahoma; Amarillo, Texas; Gallup, Nuovo Messico; Flagstaff, Arizona; Winona, Arizona; Kingman, Arizona; Barstow, California; e San Bernardino, California. Winona è l'unica città logisticamente fuori posizione in quanto si tratta di una piccola cittadina a Est di Flagstaff, facilmente trascurabile se non fosse che nel testo della canzone viene appunto detto: «Don't forget Winona» ("Non dimenticatevi di Winona"), per far rima con "Flagstaff, Arizona".

## Cover
Route 66 è stata successivamente riarrangiata anche da molti altri artisti quali Chuck Berry nel 1961, The Rolling Stones nel 1964, dai Them nel 1965, The Manhattan Transfer (dalla colonna sonora del film Pelle di sbirro) nel 1982 (Grammy Award for Best Jazz Vocal Performance, Duo or Group 1983), Depeche Mode nel 1987, Natalie Cole nel 1991 (nell'album Unforgettable... with Love), John Mayer nel 2006 (per il film d'animazione Disney Cars motori ruggenti) e di Glenn Frey nel 2012.
Nel 2006 le Cheetah Girls l'hanno pubblicata come singolo.